# Notalina cipo
Notalina cipo är en nattsländeart som beskrevs av Ralph W. Holzenthal 1986. Notalina cipo ingår i släktet Notalina och familjen långhornssländor. Inga underarter finns listade i Catalogue of Life.